# Jean-Baptiste Abbeloos
Jean-Baptiste Abbeloos (15 de gener de 1836, Goyck, Bèlgica - 25 de febrer de 1906) fou un exegeta i orientalista belga, rector de la Universitat de Lovaina.
Després d'ordenar-se sacerdot el 22 de setembre de 1860 va estudiar a Lovaina i a Roma, i es va especialitzar sobretot en llengua i literatura siríaques. Va rebre el títol de doctor en teologia per la Universitat de Lovaina el 15 de juliol de 1867, i va passar l'any següent a Londres, i quan va tornar a Bèlgica va ser nomenat professor de Santes Escriptures al seminari de Malinas.
Per causes de salut va haver d'abandonar l'ensenyament, i es va dedicar com a mossèn a Duffel a partir del 1876. El 1883 va ser nomenat vicari general sota el cardenal Dechamps, i es va mantenir a aquest càrrec fins al 10 de febrer de 1887, quan va ser designat rector de la Universitat de Lovaina.

## Obra
- De vita et scriptis S. Jacobi Sarugensis (Lovaina, 1867)
- Gregorii Barhebraei Chronicon Ecclesiasticum (París i Lovaina, 1872-77)
- Acta Santi Maris (Brussel·les i Leipzig, 1885)
- Acta Mar Kardaghi Martyris (Brussel·les, 1900)